# Altenreuth (Kulmbach)
Altenreuth (oberfränkisch: Aldnreud) ist ein Gemeindeteil der Großen Kreisstadt Kulmbach im Landkreis Kulmbach (Oberfranken, Bayern). Altenreuth liegt in der Gemarkung Höferänger.

## Geografie
Der Weiler liegt am Fuße der bewaldeten Anhöhe Patersberg (528 m ü. NHN, 1 km westlich). Dort befindet sich ein ehemaliger Basaltsteinbruch. Eine Gemeindeverbindungsstraße führt nach Höfstätten zur Kreisstraße KU 3 (0,5 km südlich) bzw. direkt zur KU 3 (0,9 km östlich).

## Geschichte
Der Ort wurde 1290 als „Altenruot“ erstmals urkundlich erwähnt. Der Ortsname bedeutet alte Rodung. In der Urkunde wurde besiegelt, dass Herman Graf von Orlamünde dem Kloster Langheim 1 Hof, 2 Lehen und 1 Waldstück übereignete. 1390 entstanden daraus 5 Güter, 1520 war die Rede von 5 Viertelhöfen und einer unbebauten Sölde.
Gegen Ende des 18. Jahrhunderts gab es in Altenreuth 6 Anwesen (5 Güter, 1 Gütlein). Das Hochgericht übte das bayreuthische Stadtvogteiamt Kulmbach aus. Die Dorf- und Gemeindeherrschaft sowie die Grundherrschaft über alle Anwesen hatte der bambergische Langheimer Amtshof.
Von 1797 bis 1810 unterstand der Ort dem Justiz- und Kammeramt Kulmbach. Mit dem Ersten Gemeindeedikt wurde Altenreuth dem 1811 gebildeten Steuerdistrikt Oberdornlach und der 1812 gebildeten Ruralgemeinde Oberdornlach zugewiesen. Infolge des Zweiten Gemeindeedikts (1818) wurde der Ort in die neu gebildete Ruralgemeinde Unterdornlach umgemeindet, die 1955 in Höferänger umbenannt wurde. Am 1. Januar 1974 wurde Altenreuth im Zuge der Gebietsreform in Bayern in Kulmbach eingegliedert.

### Einwohnerentwicklung
| Jahr      | 001809 | 001818 | 001861 | 001871 | 001885 | 001900 | 001925 | 001950 | 001961 | 001970 | 001987 |
| Einwohner | 44     | 39     | 42     | 38     | 46     | 37     | 33     | 50     | 30     | 32     | 23     |
| Häuser    |        | 7      |        |        | 7      | 7      | 5      | 5      | 5      |        | 6      |
| Quelle    | [ 11 ] | [ 8 ]  | [ 12 ] | [ 13 ] | [ 14 ] | [ 15 ] | [ 16 ] | [ 17 ] | [ 18 ] | [ 19 ] | [ 1 ]  |

## Religion
Der Ort ist seit der Reformation evangelisch-lutherisch geprägt und nach St. Veit (Veitlahm) gepfarrt.